# Нижние Пленковы
Нижние Пленковы — деревня в Оричевском районе Кировской области в составе Истобенского сельского поселения.

## География
Расположена на расстоянии примерно 1 км на юго-запад от административного центра поселения села Истобенск.

## История
Известна с 1710 года как деревня Елизаровская с 1 двором, в 1765 уже 44 жителя. В 1873 году здесь (Елизаровская 2-я или Пленковы верхние) отмечено дворов 7 и жителей 78, в 1905 27 и 164, в 1926 (Пленковы или Елизаровская 2-я) 29 и 139, в 1950 30 и 97, в 1989 оставалось 34 жителя. 

## Население
Постоянное население  составляло 21 человек (русские 100%) в 2002 году, 19 в 2010.